# Калинин, Иван Николаевич (Герой Советского Союза)
Ива́н Никола́евич Кали́нин (10 ноября 1919, Корени, Вятская губерния — 15 июля 2000, Кривой Рог, Днепропетровская область) — участник Великой Отечественной войны, командир отделения 101-го гвардейского стрелкового полка 35-й гвардейской Лозовской стрелковой дивизии 8-й гвардейской армии 3-го Украинского фронта, гвардии сержант. Герой Советского Союза.

## Биография
Родился 10 ноября 1919 года в деревне Русские в семье крестьянина. Русский. В селе Корени окончил семилетнюю школу.
В 1937 году с семьёй переехал жить в Новосибирскую область, в деревню Кочкуровка (ныне Гурьевского района Кемеровской области). Работал в местном колхозе, затем на песчаном карьере, главным кондуктором на железнодорожной станции Белове в Кемеровской области.
В 1939 году был призван е Красную Армию Беловским райвоенкоматом. Служил в конвойном полку НКВД в Иркутске. В 1941 году окончил в городе Ярославль курсы младших командиров.
В боях Великой Отечественной войны с августа 1942 года. Воевал на Юго- Западном и 3-м Украинском фронтах. К началу 1944 года гвардии сержант Калинин был командиром отделения 101-го гвардейского стрелкового полка 35-й гвардейской стрелковой дивизии. Был комсоргом роты.
10 января 1944 года на безымянной высоте 115,5 в районе селе Базавлучок (Софиевский район Днепропетровской области) гвардии сержант Калинин со своим отделением ворвался во вражеские траншеи. Отделение уничтожило 38 солдат, трёх унтер-офицеров и одного офицера. В результате решительных действий высота была взята. Когда на позициях осталось 28 человек включая самого Калинина гитлеровцы предприняли очередную атаку при поддержке пяти танков и четырёх самоходных орудий. Комсорг Калинин, показывая пример бесстрашия и мужества, бросился со связкой гранат навстречу самоходке и взорвал её. Считался погибшим. Посмертно был представлен к присвоению звания Героя Советского Союза.
Указом Президиума Верховного Совета СССР от 3 июня 1944 года за образцовое выполнение боевых заданий командования на фронте борьбы с немецкими захватчиками и проявленные при этом отвагу и геройство гвардии сержанту Калинину Ивану Николаевичу присвоено звание Героя Советского Союза.
На месте боя Калинина Н. И. тяжело раненного подобрали жители села Базавлучек и забинтованного с ног до головы (они насчитали 14 ранений) отправили в полевой госпиталь. В 1944 году гвардии старший сержант Калинин демобилизован по ранению. Член ВКП(б) с 1946 года.
Жил в городе Белово, работал воспитателем в общежитии, заместителем директора школы фабрично-заводского обучения. После окончания Кемеровского индустриального техникума трудился машинистом электровоза. С 1968 года на пенсии.
Являлся почётным членом одной из бригад шахты «Кузбасская». В 1982 году И. Н. Калинин приезжал на место боя, где на могильной плите выбито его имя, возложил на неё цветы.
С 1984 года жил в городе Кривой Рог Днепропетровской области, последние годы — в городе Красногоровка Марьинского района Донецкой области. Скончался 15 июля 2000 года.

## Награды
- Медаль «Золотая Звезда» Героя Советского Союза
- Орден Ленина
- Орден Отечественной войны 1 степени
- Орден Красной Звезды
- Орден Красного Знамени
- медали.

## Память
- Имя на Стеле Героев в Кривом Роге.

## Комментарии
1. ↑  Деревня Русские, относившаяся к Екатерининской волости Нолинского уезда, в последующем входила в состав Кореневского сельсовета Вожгальского района; ныне является частью деревни Корени Кумёнского района Кировской области[2].